# Indecent & Obscene
Indecent & Obscene è un album discografico del gruppo musicale svedese Dismember, pubblicato nel 1993 dalla Nuclear Blast.

## Tracce
Testi di Matti Kärki e Fred Estby.
1. Fleshless – 2:58
2. Skinfather – 3:51
3. Sorrowfilled – 4:09
4. Case # Obscene – 3:38
5. Souldevourer – 3:39
6. Reborn in Blasphemy – 4:49
7. Eviscerated (Bitch) – 2:20
8. 9th Circle – 4:34
9. Dreaming in Red – 5:20

Durata totale: 35:18

## Formazione
- Matti Kärki - voce
- David Blomqvist - chitarra
- Robert Sennebäck - chitarra
- Richard Cabeza - basso
- Fred Estby - batteria